# 二號鎮區 (內布拉斯加州華盛頓縣)
二號鎮區（英語：Township 2）是位於美國內布拉斯加州華盛頓縣的一個行政鎮區。

## 地方資料
二號鎮區的面積為105.91平方千米，當中陸地面積為103.60平方千米，而水域面積為2.31平方千米。根據2020年美國人口普查的數據，當地共有人口3144人，而人口密度為每平方千米29.69人。